# Frederik Willem de Klerk
Pour les articles homonymes, voir de Klerk.
Frederik Willem de Klerk (/ˈfriədərək ˈvələm də ˈklɛrk/), né le 18 mars 1936 à Johannesbourg (Transvaal) et mort le 11 novembre 2021 à Fresnaye (Cap-Occidental), est un avocat et un homme d'État sud-africain.
Membre du Parti national, député (1972-1997), ministre sur différents portefeuilles (1978-1989), il est le dernier président blanc d'Afrique du Sud, le dernier à porter le titre de président de l'État de la république d'Afrique du Sud (1989-1994) et le dernier chef de l'État sud-africain élu dans le cadre de l'apartheid. À cette fonction, il mène les réformes qui mirent fin à la politique d'apartheid en 1991 et les négociations constitutionnelles avec le Congrès national africain de Nelson Mandela qui aboutirent au premier gouvernement multiracial du pays.
Chef du Parti national (1989-1997), il continue sa carrière politique comme vice-président de la république d'Afrique du Sud (1994-1996) sous la présidence de Nelson Mandela et la termine comme chef de l'opposition parlementaire (1996-1997).
En 1993, il reçoit le prix Nobel de la paix, conjointement avec Nelson Mandela, pour avoir mis un terme à l'apartheid.

## Biographie

### Origine et études
Frederik Willem de Klerk est né à Johannesbourg en 1936. Il est le fils de Jan de Klerk (1903-1979) et Hendrina Cornelia de Klerk (1904-2001) — morte à peine quatre mois avant son ex-belle-fille Marike Willemse —, et le frère de Wimpie de Klerk (1928-2009). Sa famille, dont le nom dérive du patronyme français « Le Clerc », « Le Clercq » ou « de Clercq » est d'origine huguenote. Elle s'est installée dans le pays en 1686, quelques mois après la révocation de l’édit de Nantes, et a participé à plusieurs évènements de l'histoire afrikaner.
Ses ancêtres ont notamment pris part au Grand Trek dans le convoi mené par Piet Retief afin d'échapper à la domination britannique. En 1838, trois membres de la famille de Klerk sont tués avec Retief dans le Kraal du roi zoulou Dingane. Plus tard, durant la seconde guerre des Boers (1899-1902), le grand-père de F. W. de Klerk est fait prisonnier à deux reprises par les Britanniques avant de devenir l'un des membres fondateurs du Parti national en 1914 au côté de James Barry Hertzog. Selon le généalogiste Keith Meintjies — avec confirmation de l'intéressé —, de Klerk s'inscrit également dans la lignée de Krotoa — ou Eva —, une femme khoï qui a servi comme interprète pour les colons néerlandais lors de la fondation de la colonie du Cap,.
Membre de l’Église réformée hollandaise, Frederik Willem de Klerk est le fils cadet de Jan de Klerk, directeur d'école puis ministre avec divers portefeuilles (1954-1969) et président du Sénat (1969-1976), ainsi que le neveu de Johannes Strijdom, chef du gouvernement sud-africain de 1954 à 1958. Son frère aîné, Wimpie de Klerk, sera analyste politique et cofondateur du Parti démocratique en 1989.
Lycéen à Krugersdorp, dans la banlieue de Johannesbourg, De Klerk est diplômé en droit avec mention de l’université de Potchefstroom en 1958. En 1959, il épouse Marike Willemse (1937-2001) avec qui il élèvera trois enfants (adoptés). Frederik de Klerk et Marike divorcent en 1998.
C'est durant ses études universitaires qu'il adhère au Parti national et devient membre du Broederbond.
Avocat à Vereeniging dans le sud du Transvaal, il refuse en 1972 la chaire de droit public à l'université de Potchefstroom pour se présenter aux élections générales.

### Ascension politique (1972-1989)
En novembre 1972, Frederik Willem de Klerk est élu à l'occasion d'une élection partielle député de Vereeniging au siège de l'ancien ministre Blaar Coetzee, nommé opportunément ambassadeur à Rome par le Premier ministre John Vorster. En fait, F. W. de Klerk bénéficie dans sa promotion politique rapide de l'appui de Vorster, lequel est un ami de longue date de Jan de Klerk.
Chef de la communication du Parti national du Transvaal en 1975, Frederik Willem de Klerk devient le plus jeune membre du gouvernement de John Vorster en janvier 1978 en étant nommé ministre de l'Assurance-maladie et des Pensions ainsi que ministre des Postes et des Télécommunications (janvier à novembre 1978). Au sein des gouvernements de Pieter Botha, il est successivement :
- ministre des Postes et des Télécommunications (1978-1979) ;
- ministre des Sports et des Loisirs (1978-1979) ;
- ministre des Mines et de l'Environnement (1979-1980) ;
- ministre des Mines et de l'Énergie (1980-1982) ;
- ministre des Affaires internes (1982-1985) ;
- ministre de l'Éducation nationale (1984-1989).

Parallèlement, en mars 1982, il est élu président de la fédération du Parti national dans le Transvaal, à la suite de la scission menée par l'ancien président, Andries Treurnicht.
Le 1er juillet 1985, il devient le président du conseil des ministres au Parlement et chef de la Chambre blanche du Parlement le 1er décembre 1986.
En 1989, Frederik Willem de Klerk est ministre de l'Éducation nationale dans le gouvernement de Pieter Willem Botha. Chef du Parti national au Transvaal, il se présente pour assumer la même fonction partisane mais cette fois au niveau national. Opposé à Chris Heunis, Barend du Plessis et Pik Botha, il est élu chef du parti national le 2 février 1989 au troisième tour de scrutin par 69 voix contre 61 à Barend du Plessis. Il succède alors à Pieter Willem Botha, qui se maintient encore à la tête de l'État.
Soutenu par le parti et le cabinet, il entre pour plusieurs mois en crise ouverte avec le président Pieter Willem Botha, qui finalement démissionne de la présidence le 14 août 1989.

### Président de l'État (1989-1994)
Frederik Willem de Klerk assure l'intérim de la présidence à partir du 15 août 1989 et organise des élections générales anticipées le 6 septembre 1989. Le Parti national remporte ces élections sur un programme réformiste mais est sérieusement accroché sur sa droite par le parti conservateur d'Andries Treurnicht.
Connu pour son goût de la négociation, « la rigidité est mauvaise (…) je crois à la persuasion », il va assurer en douceur la fin du régime de l'apartheid. Il lève l'état d'urgence en place depuis 1985. Dès le 28 août 1989, il se rend en Zambie pour discuter avec le président Kenneth Kaunda, dont le pays abritait l'état-major et plusieurs camps de l'ANC (Congrès national africain). Il y rencontre en secret les représentants de l'ANC, mais aussi des diplomates soviétiques.

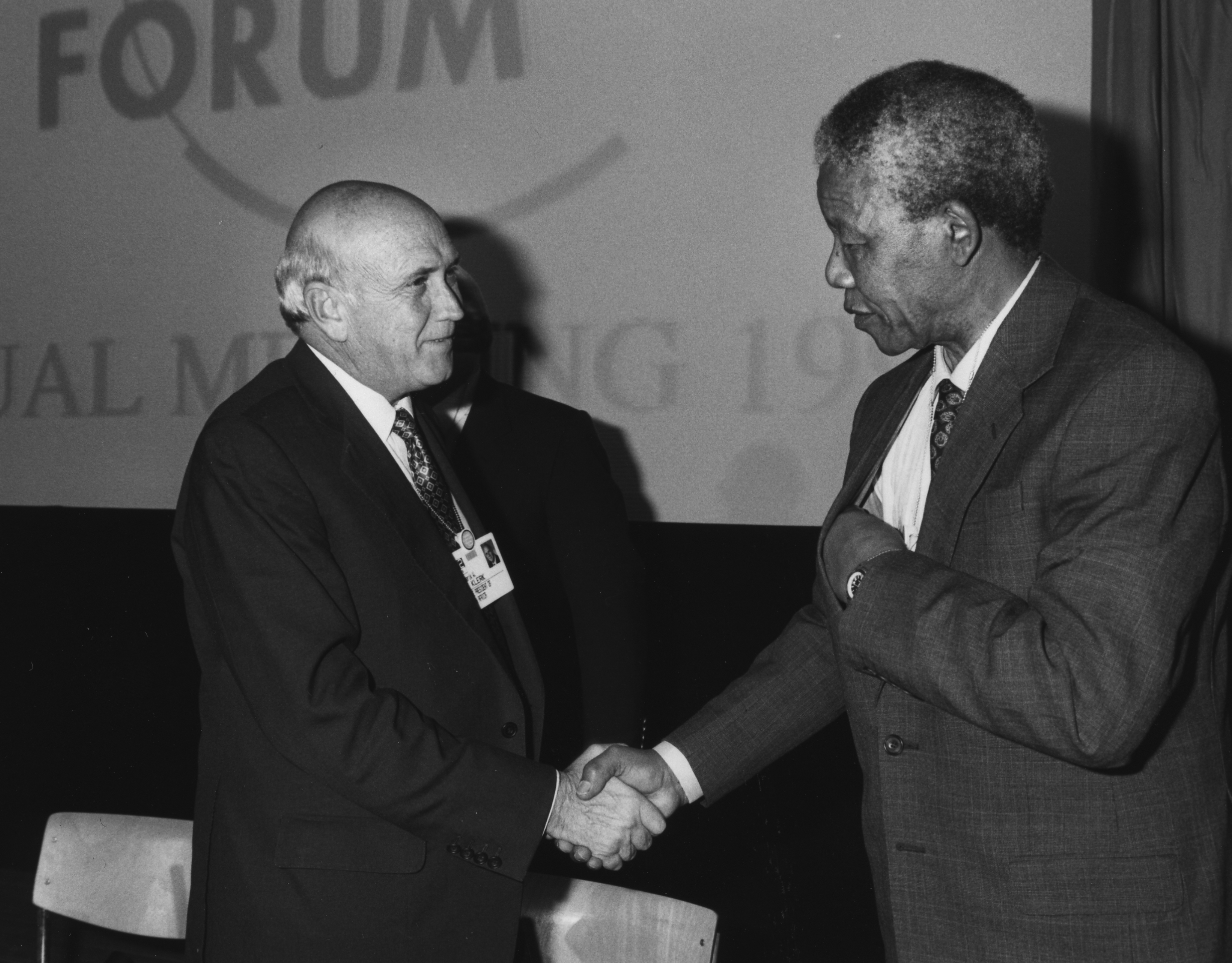
Frederik Willem de Klerk et Nelson Mandela au Forum économique mondial à Davos en janvier 1992.

Après de multiples négociations confidentielles, et l'intervention des représentants des pays africains dits de la « ligne de front », il annonce en février 1990 la légalisation du Congrès national africain (African National Congress, ANC) ainsi que la libération de son chef historique, Nelson Mandela.
Il entame également une tournée internationale qui le conduit, entre autres, en France où il rencontre le président François Mitterrand, lequel n'avait pas reçu en 1986 le président Pieter Willem Botha qui était venu commémorer les soldats sud-africains morts en France pendant la Première Guerre mondiale.
Ses négociations suivies avec Nelson Mandela leur valent conjointement, en 1993, l'obtention du prix Nobel de la paix.
En 1991, il met en place la Commission Goldstone, chargée d'enquêter sur les cas de violences publiques et d'intimidation, examinant ceux qui émanent de groupes opposés aux négociations sur le démantèlement de l'apartheid et, si possible, visant à les prévenir.
En mars 1992, à la suite des coups de boutoir des mouvements suprémacistes blancs et à une succession de défaites lors d'élections partielles, il fait entériner par référendum la poursuite des négociations constitutionnelles par la population blanche (68 % d'approbation).
Les négociations aboutissent à l'établissement d'une constitution provisoire et aux premières élections multiraciales en avril 1994, à la suite desquelles le nouveau Parlement élit Nelson Mandela à la présidence de la République.

### Vice-président de la République (1994-1996)
En 1994, à la suite des élections générales remportées par l'ANC, Frederik Willem de Klerk occupe avec Thabo Mbeki l'un des deux nouveaux postes de vice-président.
Lors de ces élections, le Parti national de De Klerk recueille 20 % des suffrages au niveau national, la majorité des voix et la direction de la nouvelle province du Cap-Occidental.
En 1996, de Klerk démissionne de la vice-présidence et met fin à la participation du Parti national aux fonctions gouvernementales. Il considère en effet que les intérêts de la minorité blanche ne sont plus assurés.

### Retraite de la vie politique (1997-2021)

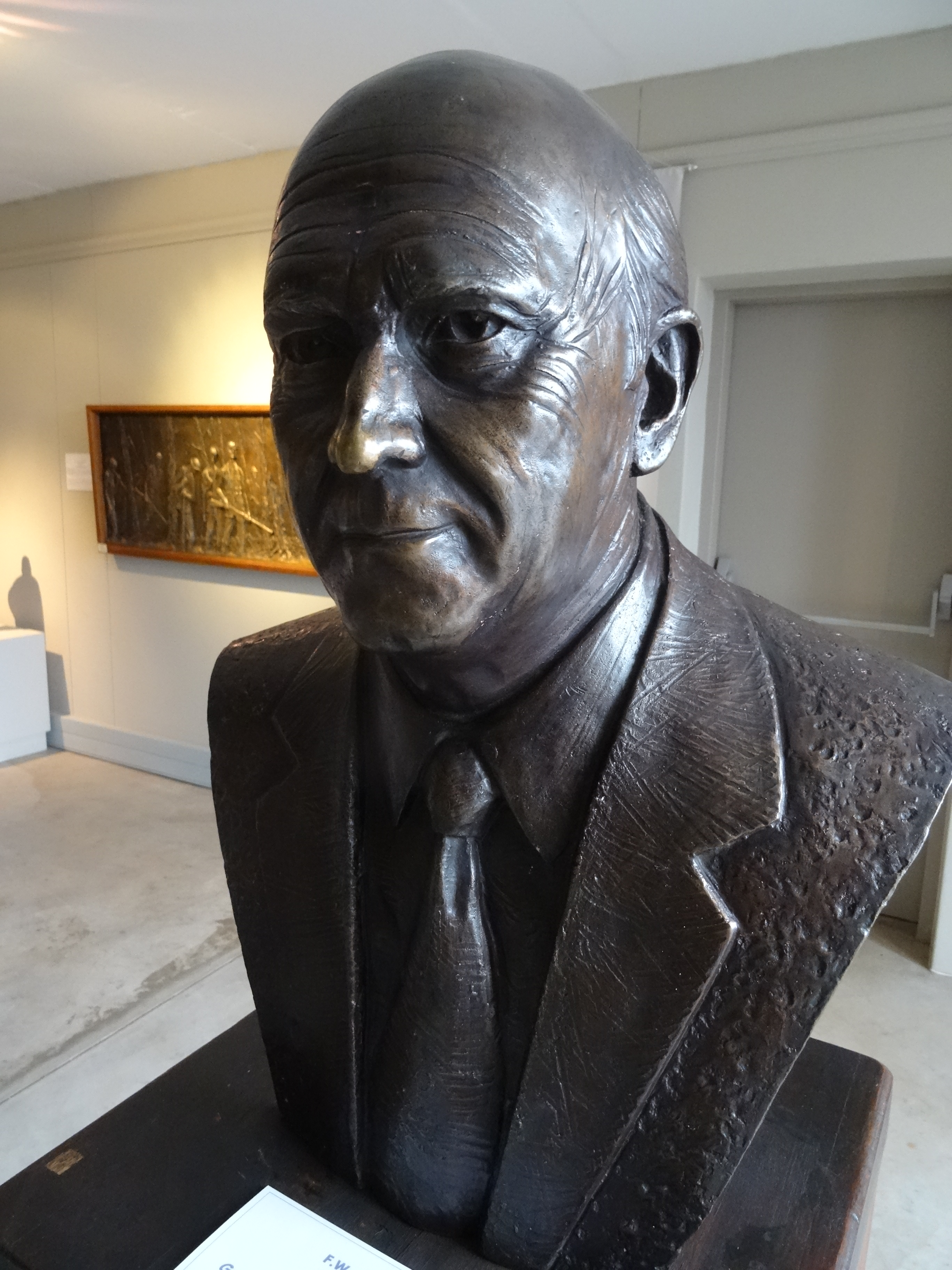
Buste de Frederik Willem de Klerk à l'Erfenissentrum (centre pour la mémoire) du Voortrekker Monument à Pretoria.

Le 9 septembre 1997, Frederik Willem de Klerk quitte la direction du Parti national (National Party) et se retire définitivement de la vie politique. L'ancien parti de l'apartheid, rebaptisé Nouveau Parti national (New National Party – NNP), s'effondre aux élections de 1999, concurrencé par un parti d'opposition plus pugnace, le Parti démocratique.
Frederik Willem de Klerk s'est, entre-temps, retiré dans sa ferme près de Paarl avec sa nouvelle conjointe, Elita, qu'il a épousée en 1998.
En 1999, la fondation F. W. de Klerk est créée par l'ancien président avec pour objectif la promotion de la paix dans les États multi-communautaires, que ce soit en Afrique du Sud ou dans d'autres pays.
Le 4 décembre 2001, Marike de Klerk, l'ancienne épouse de Frederik Willem de Klerk, est assassinée à son domicile au Cap. Elle devient l'un des symboles de la criminalité galopante dans le pays.
En 2004, de Klerk participe à la Global Leadership Foundation, dont l'objectif est de venir en aide aux chefs d'État et de gouvernement afin de promouvoir la paix, la démocratie et le développement. En politique intérieure sud-africaine, il dénonce le sabordage du New National Party résiduel et sa fusion dans l'ANC.
En 2005, il dénonce l'activisme révisionniste et la trahison de ses promesses par l'ANC concernant le respect des minorités. Pour lui, la procédure visant à débaptiser Pretoria pour l'appeler Tshwane, sans consultation préalable des habitants de la ville, est un abus de majorité d'autant plus que ses habitants, majoritairement blancs, y sont hostiles.
En mars 2006, à l'occasion de ses 70 ans, Nelson Mandela lui rend hommage pour avoir évité un bain de sang à l'Afrique du Sud en acceptant la négociation et le principe d'une Afrique du Sud multiraciale.
Le 30 avril 2006, de Klerk fait sensation dans un article du Sunday Independent en réponse à l'archevêque Desmond Tutu, qui regrettait que la « communauté blanche sud-africaine n'était pas assez reconnaissante envers les Noirs sud-africains pour la générosité que ceux-ci ont eue à leur égard ». Pour Frederik Willem de Klerk, « les citoyens noirs devraient être reconnaissants envers les Blancs pour leur avoir laissé le pouvoir et avoir ainsi surmonté leurs peurs ». Il répète que le système d'apartheid était moralement indéfendable mais refuse de qualifier le régime blanc de « criminel » ; les Blancs eux aussi avaient fait des sacrifices : « Ne serait-il pas aussi judicieux pour les Sud-Africains noirs de reconnaître la contribution que les Blancs ont apporté à l'Afrique du Sud nouvelle (…) Car ça demande du courage de surmonter ses peurs et mettre sa confiance dans les mains de ses ex-ennemis ». Il invoque particulièrement l'histoire mouvementée des Afrikaners qui ont, à ses yeux, sacrifié plusieurs siècles de révoltes et de quêtes de liberté pour construire une Afrique du Sud non raciale.
En juin 2006, De Klerk est opéré, dans une clinique du Cap, de deux métastases cancéreuses malignes situées dans son dos. À la suite de bulletins de santé évasifs ou contradictoires, des rumeurs sur sa mort circulent, provoquant l'hospitalisation de son épouse[réf. souhaitée].

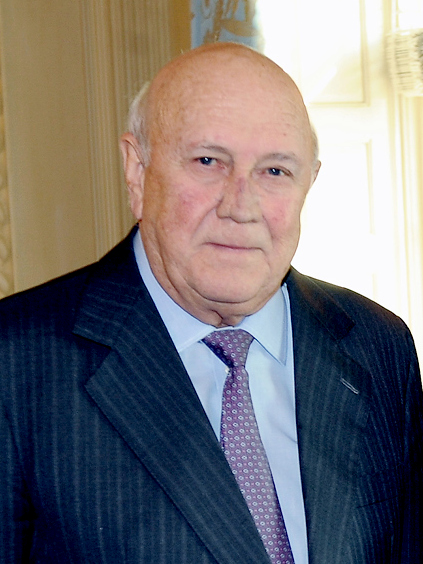
Frederik Willem de Klerk en 2012.

En mai 2012, dans un entretien à CNN durant lequel il évoque sa jeunesse, ses motivations de l'époque et son évolution sur la politique d'apartheid, il refuse de condamner d'emblée le principe de séparation entre les Noirs et les Blancs mais récuse toute nostalgie. Regrettant les injustices et les atteintes envers les droits de l'homme commises durant l'apartheid tout en revendiquant la paternité de son abolition au nom du Parti national, Frederik de Klerk compare le principe des bantoustans avec la formation des États tchèque et slovaque, qu'il définit comme un concept visant à créer un État marqué par une unité ethnique avec une culture et une langue, où chacun peut être heureux et combler ses aspirations démocratiques. Pour Frederik Willem de Klerk, les habitants de ces bantoustans (ou homelands) n'étaient pas privés du droit de vote au sein de leur propre État, il soutient qu'ils étaient justifiés du point de vue historique et compare le montant des sommes dépensées en Afrique par le monde développé pour lutter contre la pauvreté avec celles dépensées dans ces bantoustans par les anciens gouvernements blancs. Ses propos provoquent de nombreuses polémiques et des réactions indignées en Afrique du Sud, alimentant les discussions sur Twitter, plus généralement Internet et sur les ondes radio-télévisées,,.
Il déclenche une controverse en affirmant en février 2020 : « L’idée que l’apartheid ait été un crime contre l’humanité était et reste un projet de propagande lancé à l’initiative des Soviétiques, de leurs alliés de l’ANC et du Parti communiste pour stigmatiser les Sud-Africains blancs en les associant à de réels crimes contre l’humanité. » Les parlementaires du parti des Combattants pour la liberté économique (EFF) ont dénoncé la présence de De Klerk dans l’hémicycle, le 13 février, lors du discours annuel de la nation du président Cyril Ramaphosa.

### Mort
En mars 2021, Frederik de Klerk annonce souffrir d'un mésothéliome. Il meurt à 85 ans de ce cancer le 11 novembre 2021 à son domicile de Fresnaye au Cap.
Quelques heures après sa mort, la Fondation FW de Klerk diffuse un message vidéo posthume de sept minutes que l'ancien président avait enregistré en tant que son « dernier message adressé au peuple d'Afrique du Sud ». Dans cette vidéo, il présente « sans réserve », à titre personnel et en sa qualité d'ancien dirigeant, ses regrets pour les douleurs et les dégâts causés aux populations noires, métisses (coloureds) et indiennes par l’apartheid, affirmant qu'après l'avoir défendu dans sa jeunesse, il avait complètement changé d’avis dès le début des années 1980, que l'apartheid était une erreur et que « nous étions arrivés à un point moralement injustifiable »,,.
Une période de deuil de quatre jours est proclamée par le gouvernement et les drapeaux mis en berne en marque de respect pour l'ancien président. La famille décline l'organisation de funérailles d’État et annonce qu'il n'y aura qu'une cérémonie funéraire privée, limitée à la famille, suivie d'une crémation. Un hommage officiel est organisé le 12 décembre 2021 à la Groote Kerk du Cap au cours duquel le président Cyril Ramaphosa prononce l'éloge funèbre de l'ancien chef de l'État,,,.

#### Réactions
Les réactions au décès de l'ancien président sont très diverses dans la classe politique et les médias, et en fonction des groupes de population,. Le président Cyril Ramaphosa souligne cependant « le rôle vital » qu’il a joué dans la transition vers l'Afrique du Sud post-apartheid ainsi que son courage et ses qualités d'homme d’État qui s'est élevé au-delà des intérêts politiciens. La plupart des partis politiques diffusent des communiqués respectueux, mentionnant notamment qu'il avait évité un bain de sang à l'Afrique du Sud, ainsi que des messages de condoléances à la famille. Le prince Mangosuthu Buthelezi, longtemps dirigeant de l’Inkatha Freedom Party, et John Steenhuisen, le nouveau chef de l'Alliance démocratique, soulignent tous deux son rôle et sa contribution à la transition démocratique. À l'inverse, le parti Economic Freedom Fighters ne souligne que son rôle dans l'application de l'apartheid, les exactions commises à l'encontre des populations noires, qu'il n'avait été élu que par une minorité et menace de réagir dans les rues si des funérailles d'État étaient accordées à l'ancien président sud-africain. Pour le Congrès panafricain d’Azanie, son corps devrait être jeté à la mer (mais pas dans une mer africaine). Si Desmond Tutu, l'ancien archevêque du Cap, salue le courage de Frederik de Klerk, il déplore que celui-ci ait ensuite « érodé sa stature et [soit] devenu un petit homme, manquant de magnanimité et de générosité d’esprit », en allusion à leur confrontation dans la presse en 2006.
À l'étranger, le Premier ministre britannique, Boris Johnson, salue « le courage et le réalisme » de l'ancien président qui « a changé le cours de l'histoire en libérant Nelson Mandela et en travaillant avec lui pour mettre fin à l'apartheid ».

## Distinctions
- décoration sud-africaine de l'ordre du mérite (1981) ;
- prix du Courage International (1992) ;
- prix Houphouët-Boigny (1992) ;
- prix Princesse des Asturies (1992) ;
- prix de la paix remis par la ville de Philadelphie (1993) ;
- prix Nobel de la paix (1993) avec Nelson Mandela ;
- place en or dans l'ordre de Mapungubwe remis par le président Thabo Mbeki.

Frederik Willem de Klerk était également président d'honneur de la Société praguoise pour la coopération internationale, membre de l'assemblée des parlements de la culture d'Istanbul et membre de Forum 2000, un laboratoire d'idées fondé par le président tchèque Václav Havel et le prix Nobel Elie Wiesel.
Il était membre honoraire du Club de Rome.

## Ouvrages
- (en) The Last Trek - a New Beginning, Macmillan, 1999.
- Lettres à Nelson Mandela, Débats publics éditions, 2019.

### Documents multimédias
- A look at FW de Klerk during apartheid years, SABC News, 11 novembre 2021
- Débat présidentiel du 14 avril 1994 entre FW de Klerk et Nelson Mandela, SABC News
- "Le saut quantique" Discours de F.W. de Klerk au Parlement - 2 février 1990, extrait du documentaire The Other Man